# Mithra (bedrijf)
Mithra is een Belgisch farmaceutisch beursgenoteerd bedrijf dat is gelegen te Luik. Het heeft een focus op gezondheidsproducten voor vrouwen. In juni 2024 ging Mithra nv failliet, wat geen betrekking had op de afdelingen Mithra CDMO en Novalon.

## Geschiedenis
Het bedrijf werd opgericht in 1999 door Jean-Michel Foidart en François Fornieri als een spin-off van de Universiteit van Luik. De beursgang op 30 juni 2015 was geen groot succes. Het aandeel had drie jaar nodig om de initiële IPO-waarde van 12 euro te bereiken.
Anno 2019 had het bedrijf een 200-tal werknemers en een omzet van 97 miljoen met een verlies van 27 miljoen. In 2020 waren er een 350-tal werknemers.

## Organisatie

### Raad van bestuur
De raad van bestuur bestaat uit bestuurders Jean-Michel Foidart, François Fornieri, Gaëtan Servais (CEO Noshaq) en zitters Patricia van Dijck (GSK, ex-Novartis), Ajit Shetty (ex-Janssen Pharmaceutica), Erik Van Den Eynden (ex-ceo ING) en Koen Hoffman (ex-KBC Securities).
In 2020 verliet Marc Coucke als voorzitter de raad van bestuur. Shetty volgde hem op.
Door de Nethys-zaak waarbij tegen CEO François Fornieri een gerechtelijk onderzoek naar de mogelijke betrokkenheid liep, zette hij een stap terug. Hij werd tijdelijk opgevolgd door Leon Van Rompay.

## Prijzen
In 2019 won het bedrijf de Essencia Innovationaward met de anticonceptiepil Estelle die bestaat uit het natuurlijke hormoon estetrol.